# Groß Hesebeck
Groß Hesebeck ist ein Dorf im Landkreis Uelzen in Niedersachsen. Es gehört seit 1972 zur Stadt Bad Bevensen.

## Geografie
Groß Hesebeck liegt östlich des Elbe-Seitenkanals zwischen Bad Bevensen und Röbbel in der Lüneburger Heide. Durch Groß Hesebeck fließt der Röbbelbach, der bei Klein Hesebeck in die Ilmenau mündet.

## Geschichte
Erstmals urkundlich erwähnt wurde Groß Hesebeck im Jahre 1004 als Hatherbiki in einer Urkunde Heinrichs II. Forscher deuten den heutigen Namen Groß Hesebeck als den „Ort am Buschwald“. Nach der ursprünglichen Bedeutung meint Hatherbiki so viel wie „eilige Bewegung“ oder „Ort am schnellen Bach“. Prof. Bückmann, der „hatu“ = Kampf übersetzt, bezeichnet Hatherbiki dagegen als „Ort am Streitbach“. Nach dieser Deutung verweist der Name auf die Kämpfe zwischen Sachsen und Wenden, die zu jener Zeit in dieser Gegend stattfanden.
Seitdem ist Groß Hesebeck ein Bauerndorf im traditionellen Sinne geblieben. Die sechs alten Höfe haben sich ebenso erhalten wie die Kötnerstelle und werden teilweise noch bearbeitet. 1841 wurde durch die Verkoppelung auch in Groß Hesebeck durchgesetzt und die Ländereien neu unter den Bauern verteilt. Dabei entstand ein Interessenforst, der von den sechs Bauern zu gleichen Teilen verwaltet wurde. Außerdem wurden zu jener Zeit auch Heideflächen in Größe von 214 Hektar festgestellt.
1928 wurde der Versuch, Hesebeck mit dem Nachbarort Röbbel zusammenzulegen, von den Hesebeckern strikt abgelehnt. Bis 1965 war Groß Hesebeck eine voll selbstständige Gemeinde und stellte einen eigenen Bürgermeister. Im Rahmen der Gebiets- und Verwaltungsreform wurde das bis dahin eigenständige Groß Hesebeck am 1. Juli 1972 ein Stadtteil von Bad Bevensen.
Heute stehen in Groß Hesebeck über 30 Wohnhäuser sowie das Feuerwehrhaus, die Gastwirtschaft und das Sportlerheim in der Vize-Bautsch-Arena.

## Vereine

### TSV Groß Hesebeck – Röbbel 1924
Der lokale Fußballverein nimmt mit einer Altherrenmannschaft, einer Herrenmannschaft und mehreren Jugendmannschaften im Rahmen der JSG Röbbelbach am Spielbetrieb teil.

### Freiwillige Feuerwehr Hesebeck
Die Freiwillige Feuerwehr Hesebeck besteht aus 34 aktiven Mitgliedern der Dörfer Groß Hesebeck und Klein Hesebeck. Ihr Einsatzfahrzeug ist ein Tragkraftspritzenfahrzeug (TSF) und hat seinen Standort im Feuerwehrhaus in Groß Hesebeck.